# Melolobium karasbergense
Melolobium karasbergense är en ärtväxtart som beskrevs av Harriet Margaret Louisa Bolus. Melolobium karasbergense ingår i släktet Melolobium och familjen ärtväxter. Inga underarter finns listade i Catalogue of Life.